# Ernst-Ludwig-Pavillon
Der Ernst-Ludwig-Pavillon ist ein Bauwerk in der Albert-Schweitzer-Anlage in Darmstadt.

## Geschichte und Beschreibung
Der Ernst-Ludwig-Pavillon wurde im Jahre 1877 als „Ludwigstempel“ von Valentin Justus Noack gestiftet und in der damaligen „Anlage am Exerzierplatz“ errichtet. Die „Anlage am Exerzierplatz“ war zur damaligen Zeit gärtnerisch durchgestaltet mit exotischem Bewuchs und einem kleinen Teich.
Der Pavillon steht auf einem oktogonalen Grundriss. Dünne Eisenstützen tragen die leichte hölzerne Dachkonstruktion. Die Stützen sind durch Träger mit filigranen Ornamenten und nach oben gewölbtem Untergurten verbunden. Früher waren sechs Brüstungsfelder mit schmalen Stäben ausgefacht. Zwei Brüstungsfelder waren zum Eintreten offen. Bei dem wiedererbauten Pavillon ist nur eines der Brüstungsfelder zum Eintreten offen.

## Denkmalschutz
Im Jahre 1995 wurde der Pavillon durch Vandalismus zerstört. Der Pavillon war aus architektonischen und stadtgeschichtlichen Gründen ein Kulturdenkmal. Im Bauhof des Denkmalamts tauchten 2020 Teile des 1877 erbauten Ludwigstempel auf. Wenig später fanden spielende Kinder Säulen des Tempels in einem Garten. Am 15. Juli 2021 beschloss die Stadtverordnetenversammlung in Darmstadt, den Wiederaufbau zu fördern. Mit Unterstützung des Ehrenamtes für Darmstadt e. V. und in Zusammenarbeit mit dem Denkmalamt hat der Verein Stadtbild Darmstadt den Ludwigs-Tempel rekonstruiert und wieder an seinen Originalstandort in der Albert-Schweitzer-Anlage aufgestellt. Am 18. Oktober 2023 wurde der Tempel in Anwesenheit von Darmstadts Oberbürgermeister Hanno Benz offiziell eingeweiht. Am 28.08.24 wurden Stadtbild Deutschland e. V. - Ortsverband Darmstadt, Rotary Darmstadt und Ehrenamt für Darmstadt e. V. für das abgeschlossene Wiederaufbauprojekt mit dem Hessischen Denkmalschutzpreis 2024 in der Kategorie Ehrenamt ausgezeichnet.